# Drammen
Drammen is een stad en gemeente in de provincie Buskerud in Noorwegen.

## Geschiedenis
De omgeving van Drammen kent al 6.000 jaar lang menselijke bewoning. Getuigen hiervan bestaan in de vorm van rotstekeningen. Permanente bewoning vindt plaats sinds de 14e eeuw. De gunstige ligging aan de monding van de Drammenselva maakte de stad tot een ideale haven voor houtuitvoer. De plaatsen Strømsø en Bragernes ontstonden aan de oevers van deze rivier. In 1811 werden deze samengevoegd tot de stad Drammen. In 1778 kwam hier de residentie van de Deense stadhouder, Frederik Gyldenløve. Het Mechlenburg-paleis, de residentie, viel in 1866 ten offer aan de grote stadsbrand van Bragernes.
In Bragernes waren vele brandewijnstokerijen, brouwerijen en tabaksfabrieken. Alleen de in 1840 opgerichte Aass Bryggeri (brouwerij) bestaat nog, en is de oudste nog bestaande brouwerij van Noorwegen.
De gemeente werd per 1 januari 2020 uitgebreid met de voormalige gemeenten Nedre Eiker en Svelvik.

## Bezienswaardigheden
- De spiraaltunnel van Drammen is een tunnel van 1650 meter lengte die in een spiraal met zes windingen van 50 naar 213 meter hoogte voert. De tunnel werd in de jaren 50 van de 20e eeuw gebruikt als landschapsvriendelijke steengroeve en in 1961 werd ze opengesteld voor het publiek. Voor het wegverkeer heeft ze geen enkele betekenis, maar ze leidt naar een uitzichtpunt, en wordt beschouwd als bezienswaardigheid.
- Het Drammens Museum (Drammens Museum for kunst og kulturhistorie) is verspreid over diverse gebouwen. De verzameling belicht folklore, ambachten, handel, vervoer, landbouw, kunst, costuums en klederdrachten, kerkelijke kunst en industrie. Ook is er een bibliotheek, fotocollectie en archief. De verzameling schone kunsten omvat Noorse schilderkunst vanaf 1800. Ook is er een openluchtmuseum met landelijke bouwsels zoals huisjes, schuurtjes en dergelijke.
- Het Drammen Theater van 1869, door brand verwoest in 1993, en in originele stijl herbouwd (1997).
- Oude kerk van Skoger (Skoger gamle kirke), natuurstenen kerk, van 1200-1220 met altaarstuk van 1631 en calvariegroep van 1620.
- Nieuwe kerk van Skoger (Skoger kirke), bakstenen kerk in neogotische stijl, van 1885.
- Kerk van Bragernes (Bragernes kirke), bakstenen kerk in neogotische stijl, van 1871.
- Kerk van Strømsø (Strømsø kirke), houten kruiskerk van 1667.
- Kerk van Strømsgodset (Strømsgodset kirke), houten zaalkerk van 1843.
- Oude kerk van Konnerud (Konnerud gamle kirke), houten zaalkerk van 1858, met kerkhof.
- Nieuwe kerk van Konnerud (Konnerud nye kirke), moderne bakstenen kerk van 1996.
- Kerk van Åssiden (Åssiden kirke), moderne bakstenen kerk van 1967.
- Kerk van Tangen (Tangen kirke), neoromaanse bakstenen kerk van 1854,

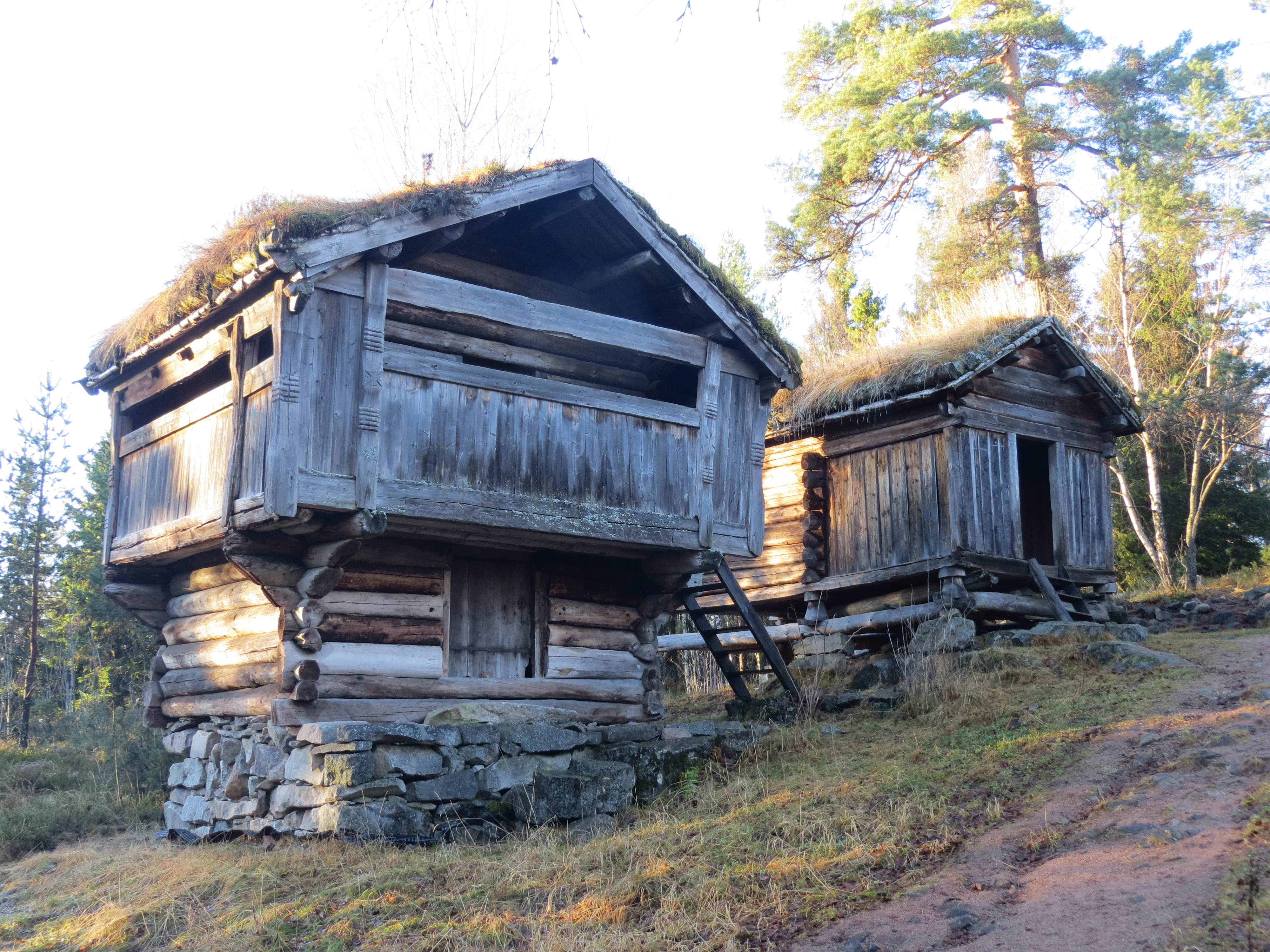
Voorraadschuurtje in openluchtdeel Drammens Museum
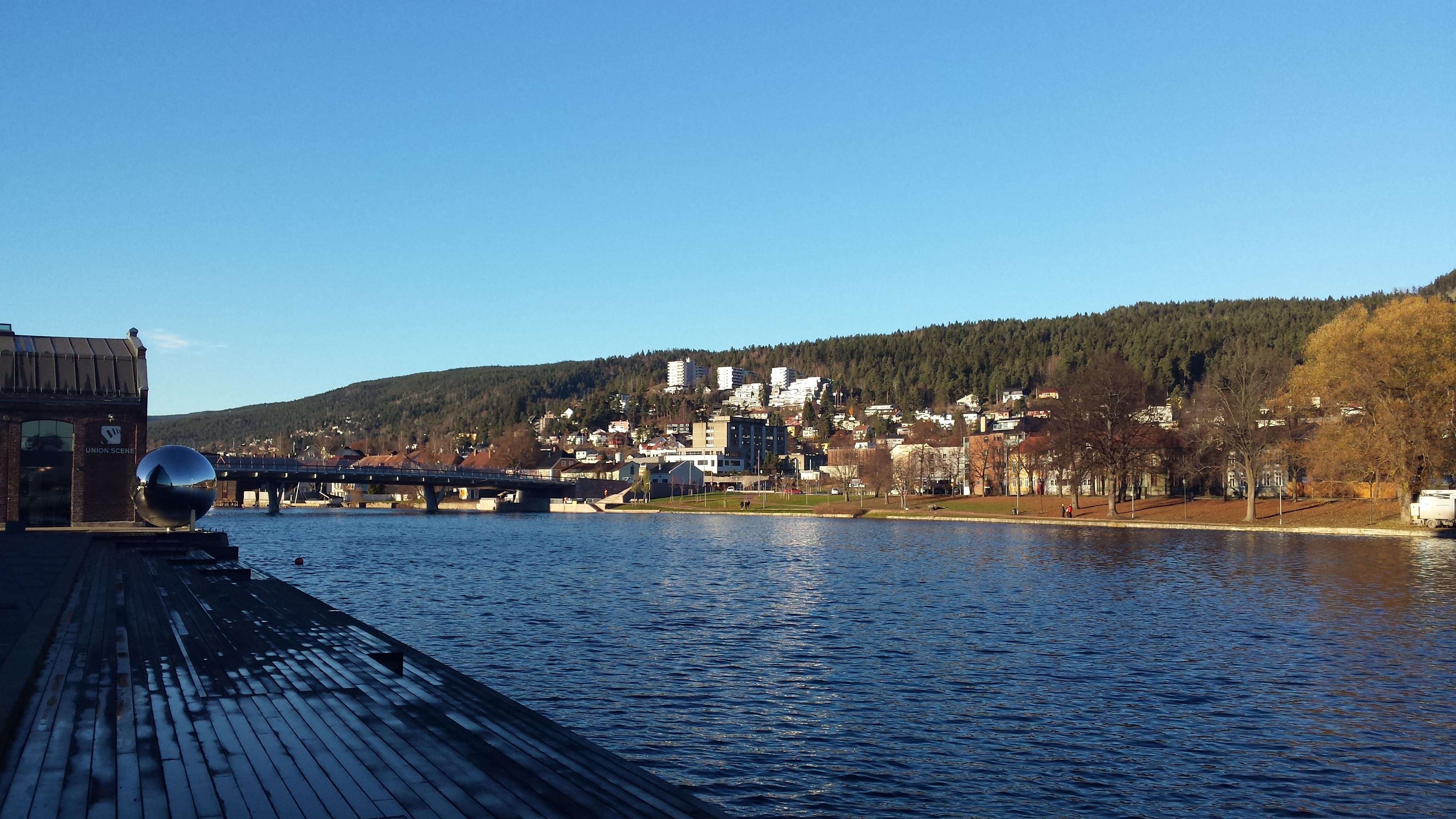
Drammensfjorden
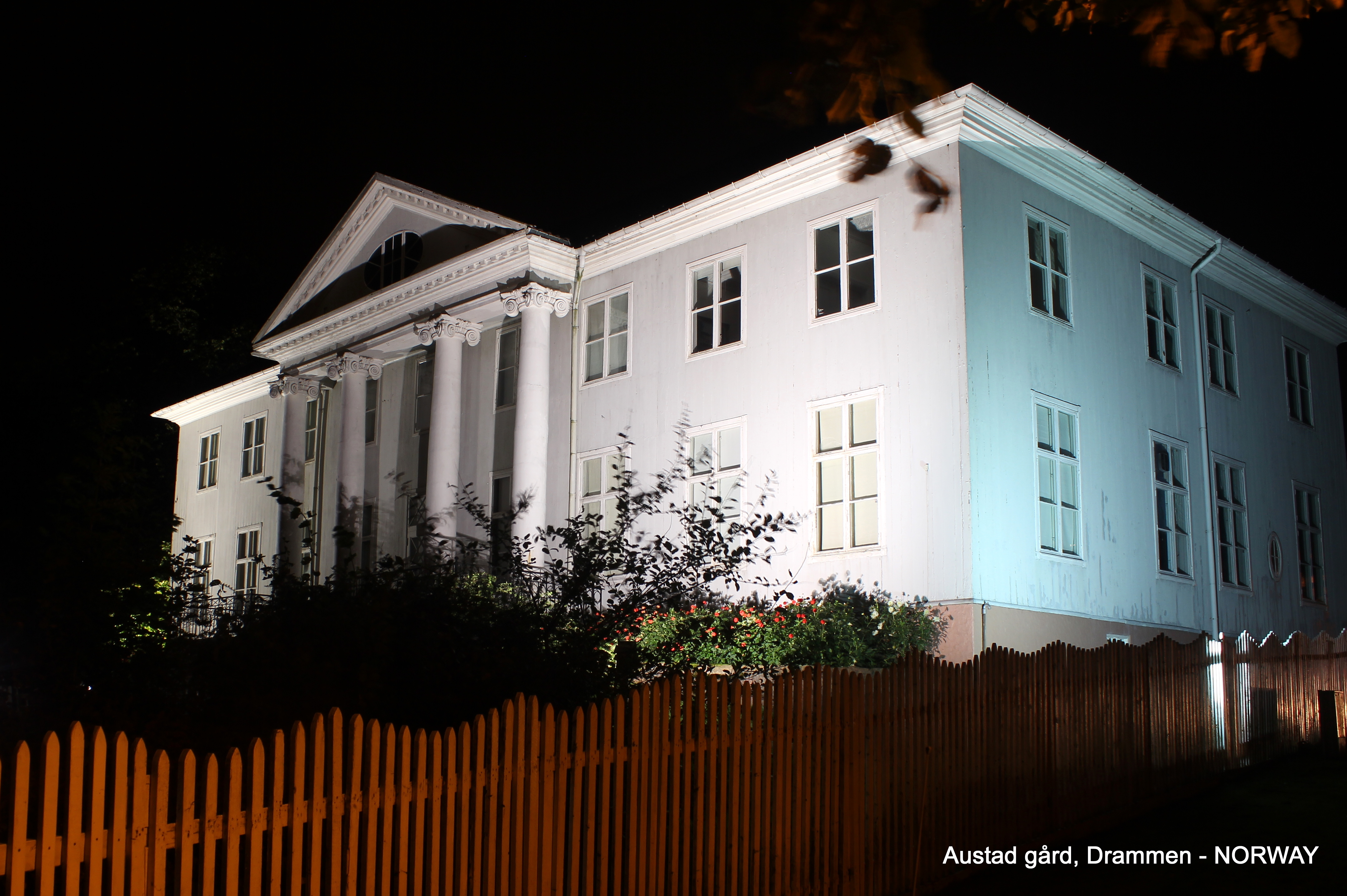
Austad boerderij
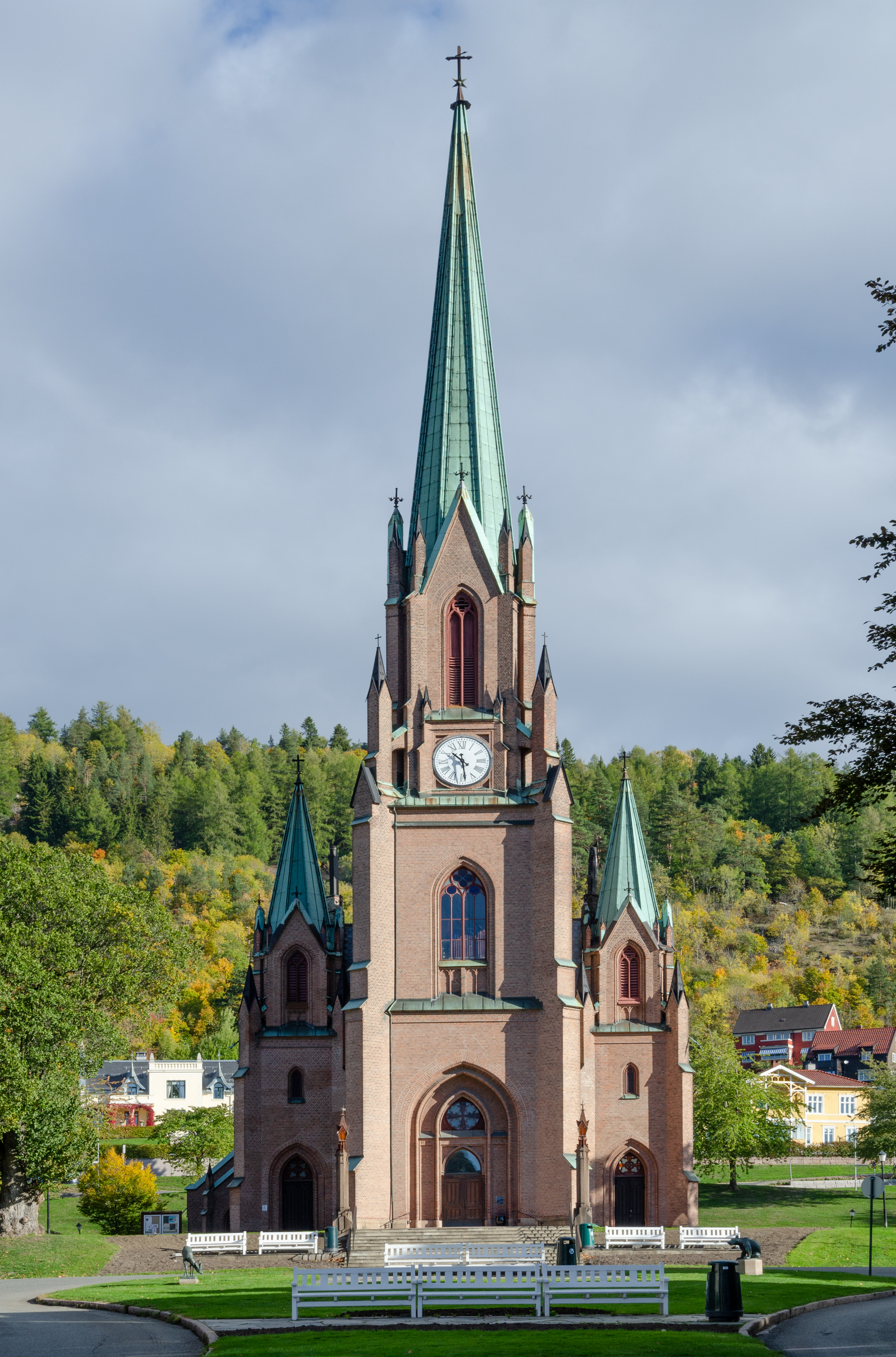
Bragernes kerk
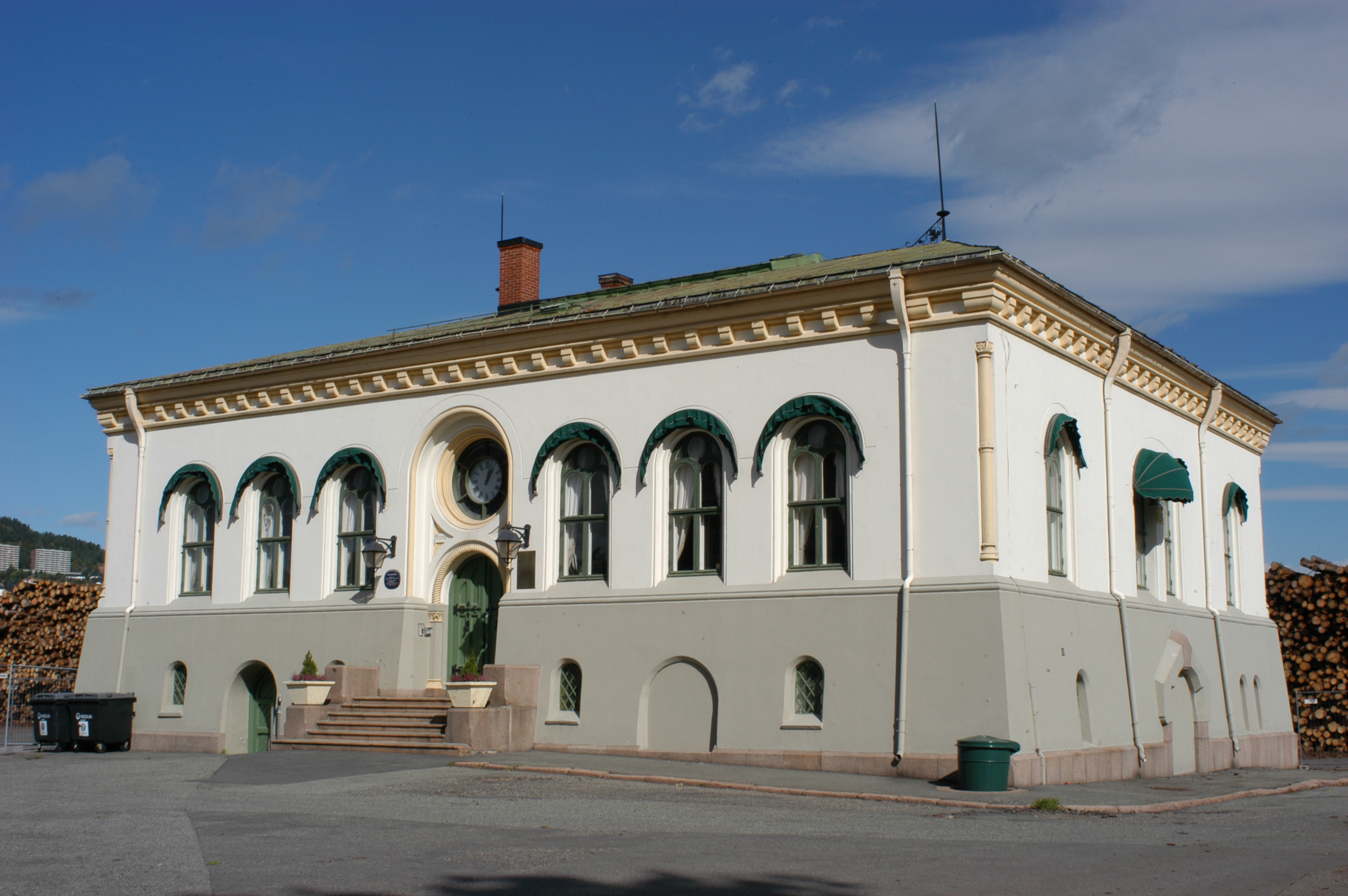
Oud tolkantoor
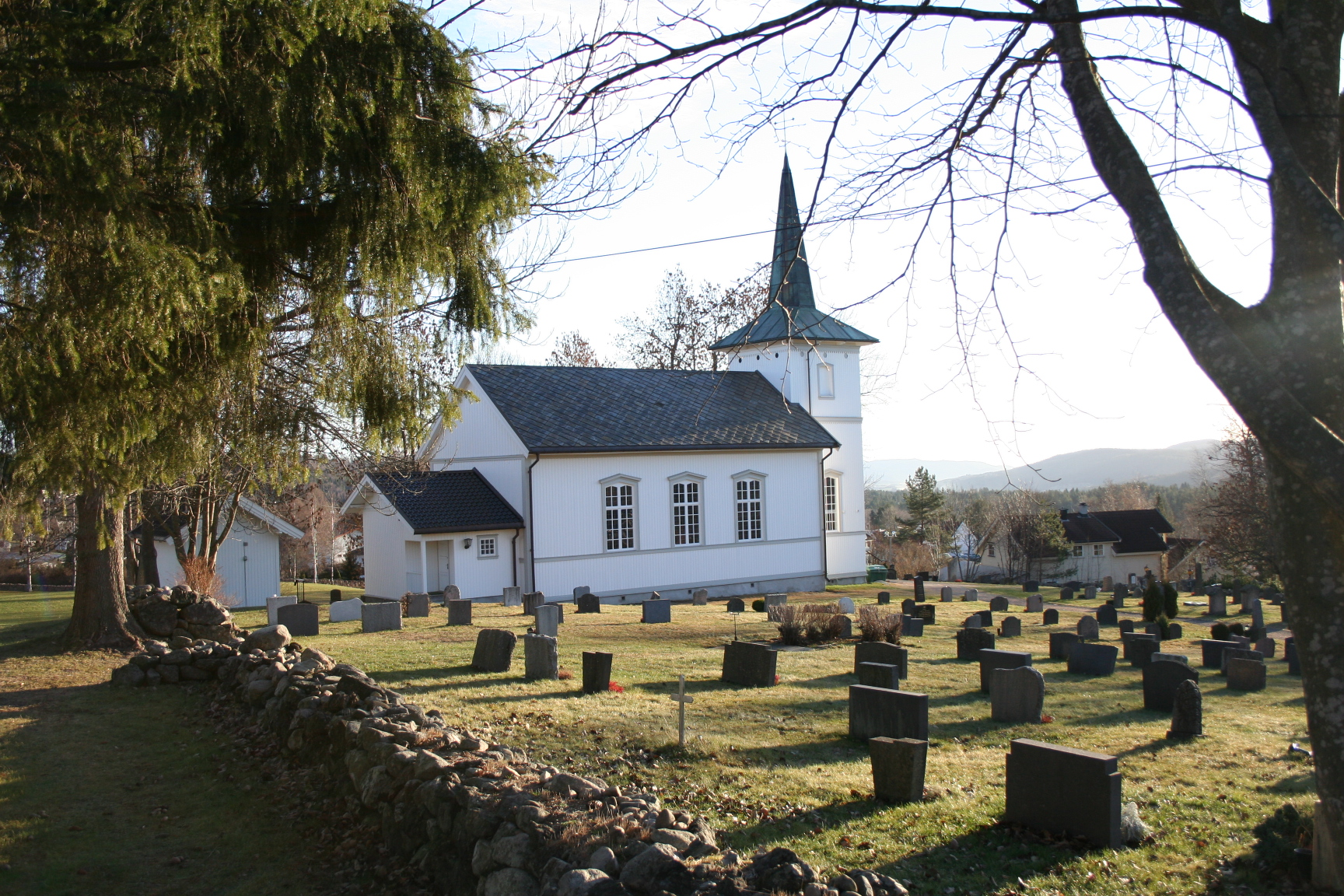
Konnerud oude kerk
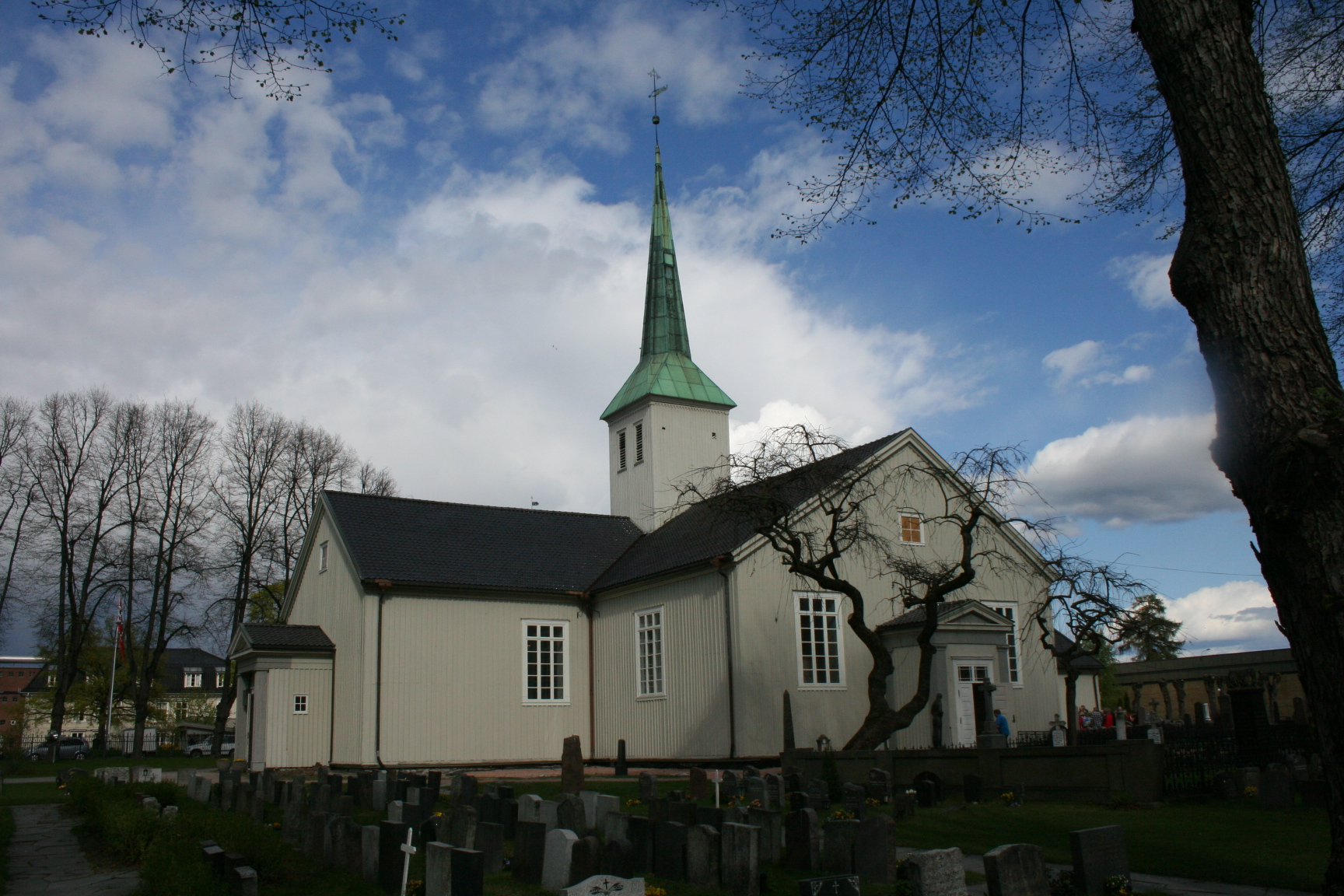
Strømsø kerk
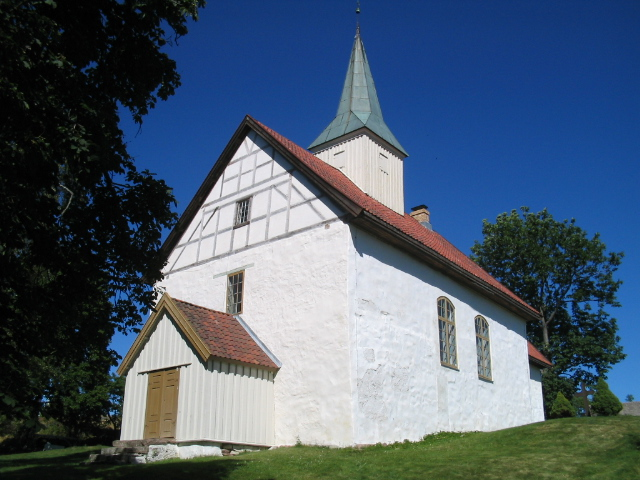
Skoger oude kerk
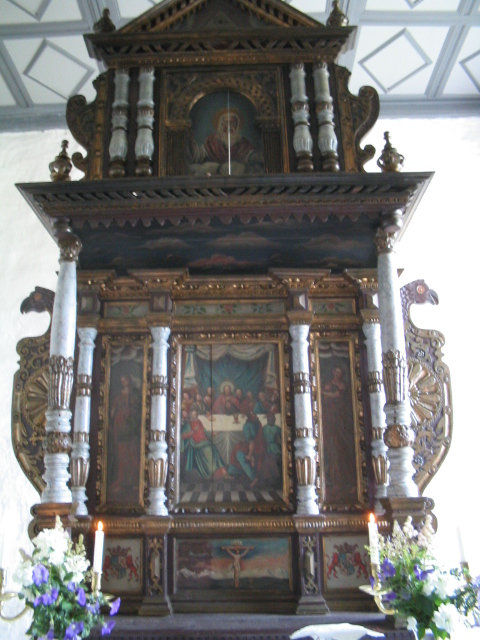
Altaarstuk Skoger oude kerk

## Plaatsen in de gemeente
- Berger
- Drammen
- Jordbrekkskogen
- Gulskogen
- Nedre Eiker
- Nesbygda
- Konnerud
- Pukerud
- Skoger
- Stubberud
- Svelvik
- Tangen

## Sport
Ten zuiden van Drammen ligt de Drammen Golfklubb, waar onder meer Kristian K Johannessen (Nationaal jeugdkampioen 2012 en winnaar NK Strokeplay 2014) en Andreas F Gjesteby lid zijn, zij spelen in het nationale team.
Tweevoudig landskampioen Strømsgodset IF is de betaaldvoetbalclub van Drammen. Het speelt haar wedstrijden in het gemeentelijke Marienlyst stadion.
In 2008 was Drammen een van de vijf speelsteden tijdens het EK handbal (mannen).

## Geboren in Drammen
- Johan Halvorsen (1864-1935), componist en dirigent
- Triztán Vindtorn (1942-2009), surrealistisch en avant-gardedichter
- Sten Stensen (1947), schaatser
- Thorbjørn Jagland (1950), politicus
- Johann Olav Koss (1968), schaatser
- Vegard Hansen (1969), voetballer en voetbalcoach
- Rune Høydahl (1969), wielrenner en mountainbiker
- Ellen Bjertnes (1994), schaatsster
- Iver Fossum (1996), voetballer
- Martin Ødegaard (1998), voetballer

Ål · Drammen · Flå · Flesberg · Gol · Hemsedal · Hol · Hole · Kongsberg · Krødsherad · Lier · Modum · Nesbyen · Nore og Uvdal · Øvre Eiker · Ringerike · Rollag · Sigdal

Voormalige gemeente: Hurum · Nedre Eiker · Røyken